# Арбах
Арбах (нім. Arbach) — громада в Німеччині, розташована в землі Рейнланд-Пфальц. Входить до складу району Вульканайфель. Складова частина об'єднання громад Кельберг.
Площа — 4,40 км2. Населення становить 136 ос. (станом на 31 грудня 2020).